# Michitsura Nozu
Michitsura Nozu (jap. 野津 道貫 Nozu Michitsura; ur. 17 grudnia 1840 w Kagoshima, zm. 18 października 1908) – marszałek japoński, markiz.

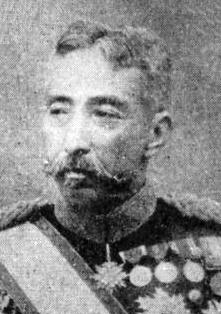
Michitsura Nozu

Pochodził z rodziny samurajów, należących do domeny feudalnej Satsuma. W młodości uczestniczył w wojnie boshin. Od 1878 roku dowodził Tokijskim Okręgiem Wojskowym.
Na początku wojny chińsko-japońskiej 1894-1895 dowodził 5. Dywizją. Objął dowództwo wojsk japońskich do czasu przybycia marszałka Aritomo Yamagaty.  Był naczelnym dowódcą w operacji pjongjańskiej, w której wykazał męstwo i determinację, ale nie dysponował umiejętnościami dowodzenia związkami operacyjnymi. Kiedy Yamagata zrezygnował z dowodzenia 1. Armią w związku z chorobą, Nozu zastąpił go ponownie. 
W wojnie rosyjsko-japońskiej 1904-1905 był dowódcą 4. Armii. Dowodził podczas ostatniej operacji wojny – szturmu Yingkou. Za zasługi w czasie wojny został mianowany marszałkiem. Nagrodzony orderem Złotego Sokoła.
Po wojnie 1904–1905 dowodził dywizją, był szefem Głównego Zarządu Szkolenia. W 1906 roku otrzymał tytuł markiza.
Zmarł w 1908 roku, został pochowany na cmentarzu Aoyama w Tokio.